# مارکو میلسی
مارکو میلسی (ایتالیایی: Marco Milesi؛ زادهٔ ۳۰ ژانویهٔ ۱۹۷۰) دوچرخه‌سوار اهل ایتالیا است.